# Úvoz (Praha)
Úvoz je ulice v Praze, nacházející se na Malé Straně a Hradčanech v Praze 1. Navazuje na ulici Nerudovu směrem na západ a ústí do ulice Pohořelec. Je souběžná s ulicí Loretánskou a Radničními schody.

## Historie a popis
Název pochází z roku 1870, předtím se jmenovala Hluboká cesta a ještě předtím Strahovská cesta. Jmenuje se Úvoz, protože se dříve zařezávala do terénu. Až do 17. století, kdy byla do skály pod Schwarzenberským palácem vylámána tzv. hradní rampa dokončená v roce 1663 (dnes tu vede ulice Ke Hradu), byla hlavní přístupovou komunikací z města na Pražský hrad. 
Délka ulice je asi 460 m. Je jednosměrně průjezdná z Nerudovy na Pohořelec. Ulice vede do příkrého kopce a je dlážděná, na obou stranách jsou chodníky. Po celé pravé straně se nacházejí domy, vlevo jen na začátku a poté je zde ohradní zeď Velké strahovské zahrady, přes kterou je vyhlídka na Petřín. Zhruba uprostřed této zdi je dům nazývaný V Presu (Úvoz 157/11), což je bývalý viniční lis a pekárna Strahovského kláštera. Ještě výše vlevo je vstupní pavilon do zahrady, u něhož začíná vyhlídková Promenáda Raoula Wallenberga, vedoucí po vrstevnici pod Strahovským klášterem. U horního konce je na levé straně Úvozu Švédská ambasáda (Úvoz 156/13) a nad ní, téměř na Pohořelci, je bývalý špitál sv. Alžběty a sv. Norberta – nyní hotel (Úvoz 155/15). Na místě barokního domu U bílé koule (Úvoz 228/5) byl v roce 1938 postaven nový dům od architekta Rudolfa Stockara.
Na pravé straně Úvozu je řada historických domů s domovními znameními – prvním je Dům U Zlaté hvězdy, který tu má pouze levou boční fasádu (Úvoz čp. 171/2), dále je tu např. dům U Kamenného sloupu (Úvoz čp.160/24), v němž od roku 1914 bydlel Otakar Theer a po roce 2000 v něm byla otevřena Galerie Josefa Sudka, a poté zadní fronty domů majících hlavní průčelí v Loretánské (Vrbnovský palác). Zhruba ve dvou třetinách (naproti domu V Presu) je úzké strmé schodiště spojující Úvoz s Loretánskou ulicí. Na horním konci Úvozu je boční fasáda Trčkovského paláce, jehož hlavní průčelí je obráceno na Pohořelec.